# Saïd Mohammed Khan
Saïd Mohammed Khan (1823-1864) est un khan de la dynastie ouzbèke des Koungrates qui régna de 1856 à septembre 1864 au Khanat de Khiva. Le territoire du khanat est aujourd'hui partagé dans une frange du Turkménistan, une partie occidentale de l'Ouzbékistan et de la Karakalpakie.

## Biographie
En 1855, le souverain de Khiva, Mohammed Amin Khan meurt au combat près de Serakhs. Abdoulla Khan lui succède, mais lui aussi est tué six mois plus tard dans un combat contre les tribus rebelles. Koutloug Mourad Khan monte sur le trône du Khorezm. Il est assassiné.
À sa mort en 1856, le fils de Mohammed Rahim Khan, Saïd Mohammed Khan, lui succède. Il règne de 1856 à 1864. Il tente de remettre de l'ordre dans l'administration du khanat et de mater la rébellion de certaines tribus turkmènes et karakalpakes. Ces dernières se soumettent au khanat, sauf une petite minorité qui se soumet à l'ennemi héréditaire des khans de Khiva, l'émirat de Boukhara. Cependant, les premières années de son règne sont marquées par une grave disette et par une terrible épidémie de choléra en 1858.
Saïd Mohammed confirme les liens diplomatiques de son petit État avec l'Empire russe, l'Empire ottoman, la Perse et l'Afghanistan. Le khan envoie à la cour de Saint-Pétersbourg un émissaire, le cheikh Fazil Khodja, pour annoncer son arrivée au pouvoir et pour féliciter Alexandre II de son accès au trône (survenu un an et demi plus tôt). Envoyé diplomatique russe, le comte Ignatiev, qui joua un grand rôle plus tard, lui rend visite en 1858.
Le voyageur Hermann Wamberger est reçu en audience par le khan au cours de son voyage de 1863 en se faisant passer pour un derviche turc.
Saïd Mohammed fait construire une « kourinich khaneh » dans la citadelle de Khiva (Kounya Ark). Il s'agit d'une cour décorée de majoliques avec un iwan où il recevait ses invités en audience. Ceux-ci pouvaient s'installer dans une yourte en hiver.
Le chroniqueur de la cour, Agakhi, poursuit la rédaction de son histoire du Khorezm, sous son règne. Parmi les autres personnalités importantes du khanat à cette époque, l'on peut mentionner le compositeur, calligraphe et peintre Kamil Khorezmi (1825-1899). 

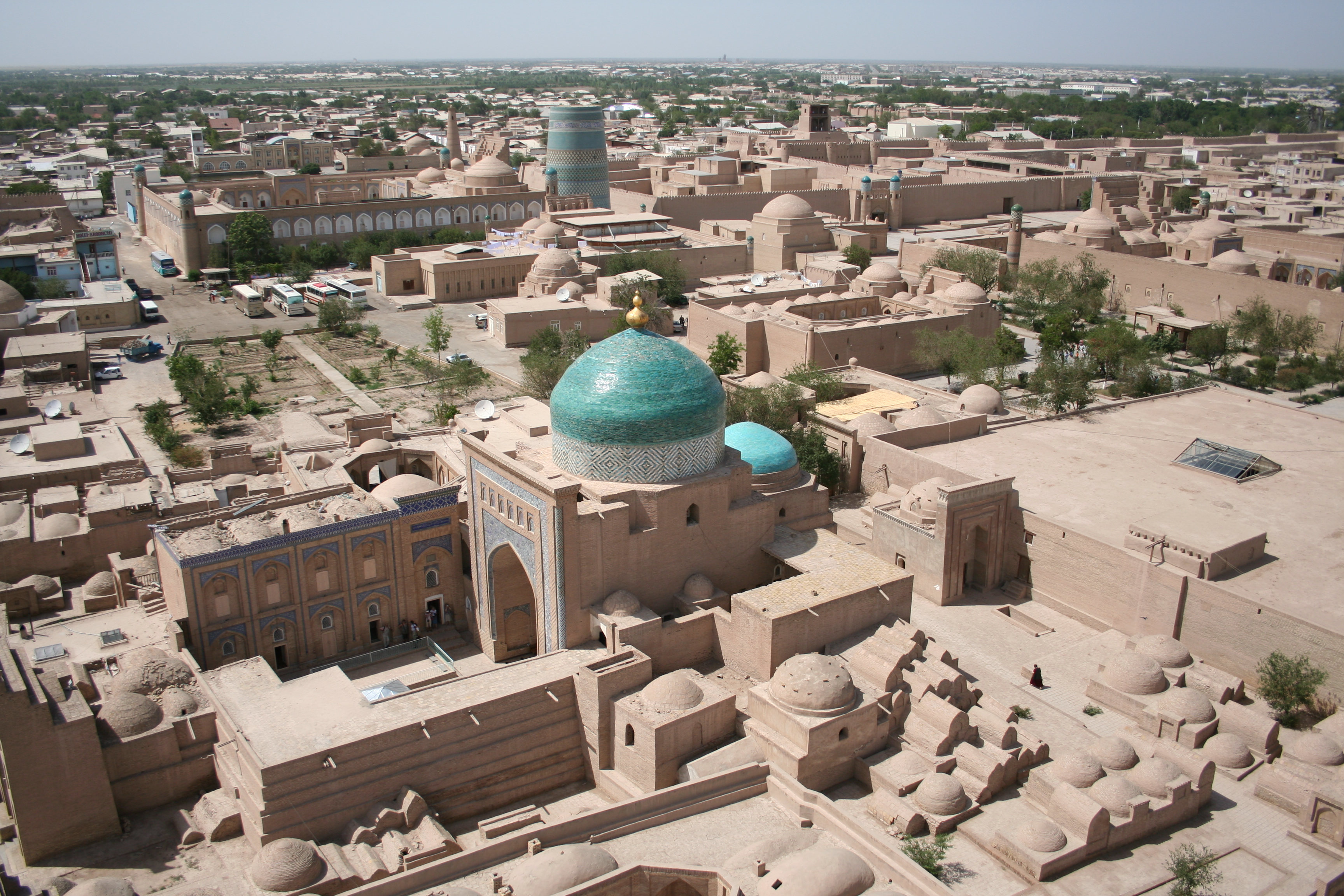
Le quartier fortifié d'Itchan Kala à Khiva.

À sa mort en 1864, son fils Mohammed Rahim Khan II, qui avait reçu une éducation soignée, lui succède.